# Henning Fritz
Henning Fritz (ur. 21 września 1974 w Magdeburgu) – niemiecki piłkarz ręczny, wielokrotny reprezentant Niemiec, gra na pozycji bramkarza. Obecnie występuje w Bundeslidze, w drużynie Rhein-Neckar Löwen. W 2004 roku w Atenach zdobył wicemistrzostwo olimpijskie. Został wybrany najlepszy piłkarzem ręcznym na świecie roku 2004.

## Kariera
- 1984-1988  TuS Magdeburg
- 1988-2001  SC Magdeburg
- 2001-2007  THW Kiel
- 2007-  Rhein-Neckar Löwen

## Sukcesy

### reprezentacyjne
- 2002:  wicemistrzostwo Europy
- 2003:  wicemistrzostwo Świata
- 2004:  wicemistrzostwo Olimpijskie
- 2004:  mistrzostwo Europy
- 2007:  mistrzostwo Świata

### klubowe
- 2001, 2005, 2006, 2007, 2008:  mistrzostwo Niemiec
- 1996, 2007:  puchar Niemiec
- 1996, 2005:  superpuchar Niemiec
- 2007:  zwycięstwo w Lidze Mistrzów EHF
- 2001, 2002, 2005, 2006, 2007:  mistrzostwo Niemiec
- 2009:  mistrzostw Niemiec

## Wyróżnienia
- 2003, 2007: najlepszy bramkarz mistrzostw Świata
- 2004: najlepszy piłkarz ręczny roku na Świecie
- 2004: najlepszy piłkarz ręczny roku w Niemczech
- 2004: najlepszy bramkarz Igrzysk Olimpijskich
- 2004: najlepszy bramkarz mistrzostw Europy